# Żywiec (Bier)
Żywiec ist eine Biermarke aus dem gleichnamigen Ort Żywiec in Polen.
Die Brauerei Żywiec gehört zur Grupa Żywiec, die wiederum Teil des Heineken-Konzerns ist. Die Marke ist über Polen hinaus bekannt. Die Tradition des Bierbrauens in Żywiec stammt aus dem Mittelalter, die derzeitige Brauerei entstand Mitte des 19. Jahrhunderts. Im Logo ist ein tanzendes Paar in Krakauer Trachten, ursprünglich hatte es Trachten der Saybuscher Goralen an.

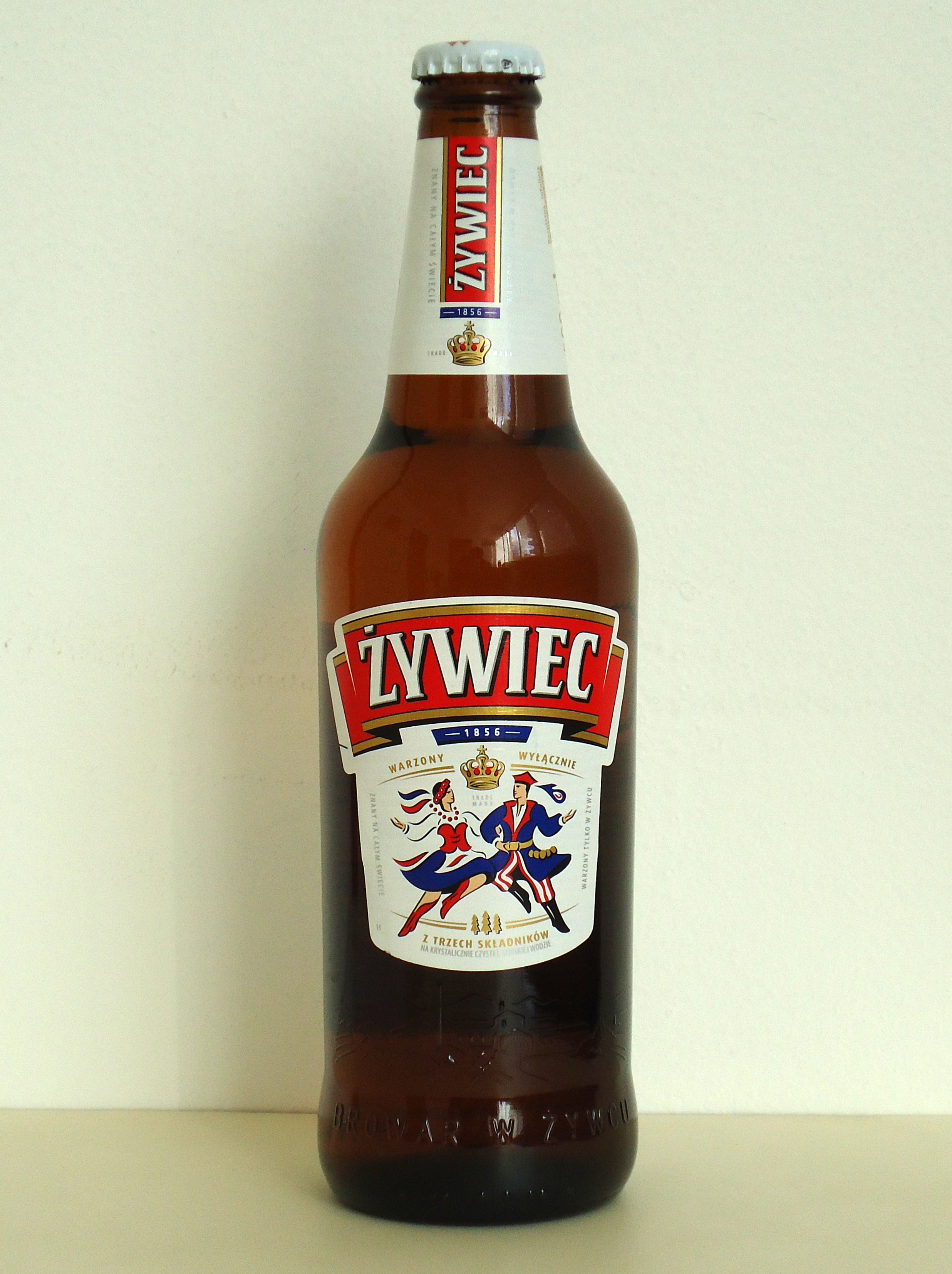
Bierflasche

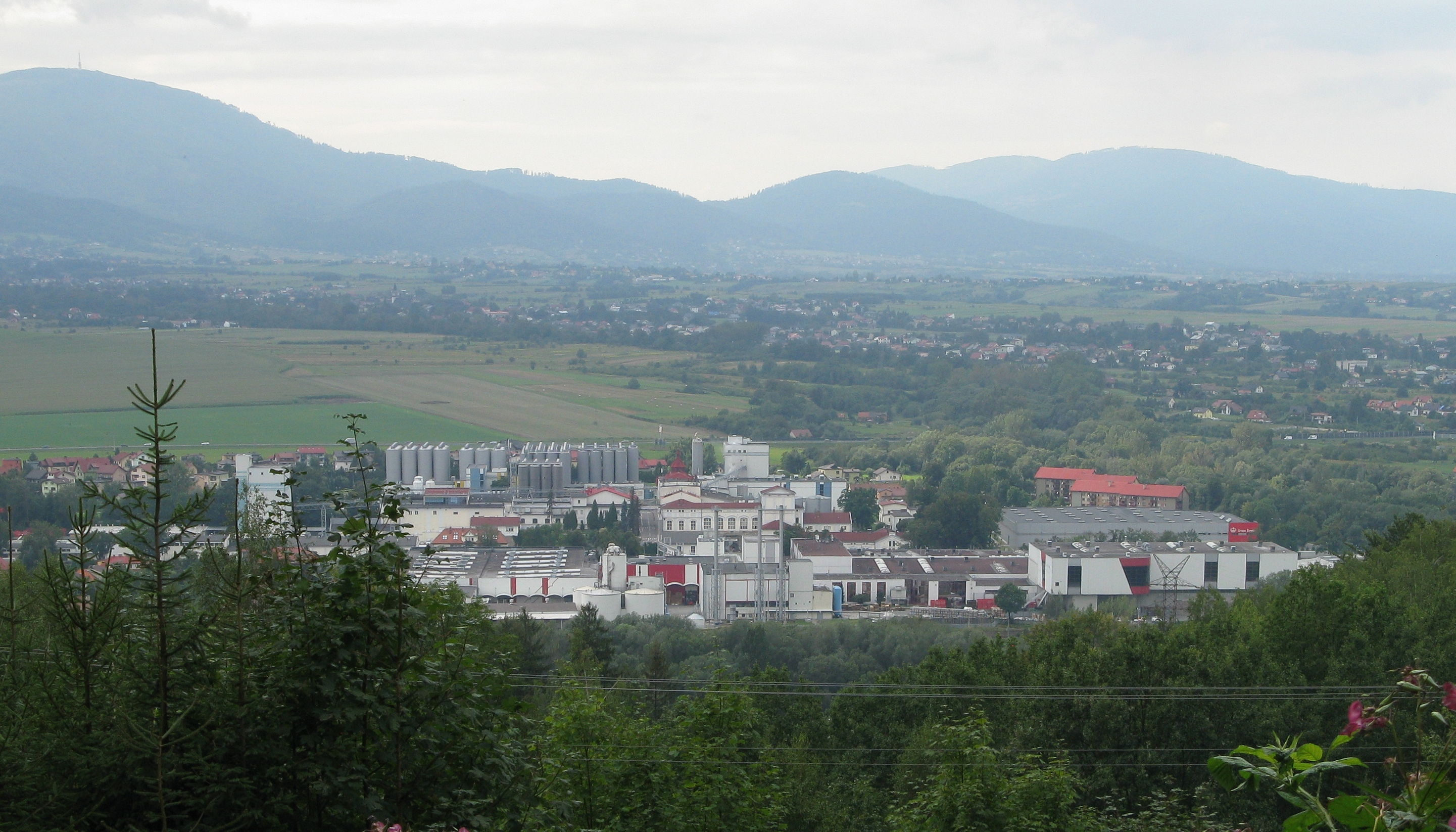
Brauerei Żywiec

## Produkte
- Żywiec Jasne Pełne (helles Lagerbier mit einem Alkoholgehalt von 5,5 % Vol.)
- Żywiec Jasne Pełne 0.0%
- Żywiec Jasne Lekkie
- Żywiec Białe
- Żywiec Białe 0.0%
- Żywiec IPA
- Żywiec APA
- Żywiec Ciemne
- Żywiec Porter